# Curuá (gemeente)
Curuá is een gemeente in de Braziliaanse deelstaat Pará. De gemeente telt 12.984 inwoners (schatting 2009).

## Geografie

### Hydrografie
De plaats ligt aan de rivier de Curuá. De rivier mondt uit in het meer Lago Itandéua en de Amazone. De zijrivier van de Curuá, de Mamiá maakt deel uit van de gemeentegrens. De Piaba, een zijarm van de Amazone, mondt hier uit.

### Aangrenzende gemeenten
De gemeente grenst aan Alenquer, Óbidos en Santarém.

## Verkeer en vervoer

### Wegen
Curuá is via de hoofdweg PA-429 en de gemeente Óbidos verbonden met de PA-254, die de plaatsen Oriximiná en Prainha verbindt. In het noorden van de gemeente loopt een traject van de PA-254.